# Aphaenogaster turkestanica
Aphaenogaster turkestanica är en myrart som beskrevs av Arnol'di 1976. Aphaenogaster turkestanica ingår i släktet Aphaenogaster och familjen myror. Inga underarter finns listade i Catalogue of Life.